# Ribon Original
Ribon Original fou una revista de shōjo manga publicada per Shueisha. Era germana de la revista Ribon, i fou publicada des de 1981 fins al 2006. Sovint noves i talentoses mangakes de Ribon publicaven les seues històries curtes en esta revista. Mangakes de Ribon que havien baixat en popularitat també publicaven històries curtes en Ribon Original, i també se publicaven històries paral·leles a altres que ja s'estaven publicant en Ribon. El manga Yonkoma que se publicava en Ribon també funcionava en Ribon Original.
Ribon Original es publicà primerament de forma trimestral de 1981 a 1992. Canvià a bimestral en 1993 i romangué així fins que la revista fou cancel·lada degut a les baixes vendes. L'últim número fou el número de juny del 2006.